# Liste des médaillés aux Jeux olympiques d'hiver de 1980
Cet article liste les athlètes ayant remporté une médaille aux Jeux olympiques d'hiver de 1980 à Lake Placid aux États-Unis du 13 au 24 février 1980.

## Biathlon
| Épreuves                             | Or                                                                                      | Argent                                                                     | Bronze                                                                       |
| ------------------------------------ | --------------------------------------------------------------------------------------- | -------------------------------------------------------------------------- | ---------------------------------------------------------------------------- |
| Hommes                               |                                                                                         |                                                                            |                                                                              |
| 10 km sprint résultats détaillés     | Frank Ullrich (RDA)                                                                     | Vladimir Alikin (URS)                                                      | Anatoly Alyabyev (URS)                                                       |
| 20 km individuel résultats détaillés | Anatoly Alyabyev (URS)                                                                  | Frank Ullrich (RDA)                                                        | Eberhard Rösch (RDA)                                                         |
| relais 4×7,5 km résultats détaillés  | Union soviétique Vladimir Alikin Anatoly Alyabyev Vladimir Barnachov Alexander Tikhonov | Allemagne de l'Est Mathias Jung Eberhard Rösch Klaus Siebert Frank Ullrich | Allemagne de l'Ouest Peter Angerer Franz Bernreiter Hans Estner Gerd Winkler |

## Bobsleigh
| Épreuves                         | Or                                                                                          | Argent                                                        | Bronze                                                                         |
| -------------------------------- | ------------------------------------------------------------------------------------------- | ------------------------------------------------------------- | ------------------------------------------------------------------------------ |
| Hommes                           |                                                                                             |                                                               |                                                                                |
| Bob à deux résultats détaillés   | Suisse Joseph Benz Erich Schärer                                                            | Allemagne de l'Est Hans Jürgen Gerhardt Bernhard Germeshausen | Allemagne de l'Est Bogdan Musiol Meinhard Nehmer                               |
| Bob à quatre résultats détaillés | Allemagne de l'Est Hans Jürgen Gerhardt Bernhard Germeshausen Bogdan Musiol Meinhard Nehmer | Suisse Ulrich Bächli Joseph Benz Rudolf Marti Erich Schärer   | Allemagne de l'Est Andreas Kirchner Detlef Richter Horst Schönau Roland Wetzig |

## Combiné nordique
| Épreuves                       | Or                   | Argent                  | Bronze               |
| ------------------------------ | -------------------- | ----------------------- | -------------------- |
| Hommes                         |                      |                         |                      |
| Individuel résultats détaillés | Ulrich Wehling (RDA) | Jouko Karjalainen (FIN) | Konrad Winkler (RDA) |

## Hockey sur glace
| Épreuves                             | Or | Argent | Bronze |
| ------------------------------------ | --- | --- | --- |
| Tournoi masculin résultats détaillés | États-Unis Bill Baker Neal Broten Dave Christian Steve Christoff Jim Craig Mike Eruzione John Harrington Steve Janaszak Mark Johnson Rob McClanahan Ken Morrow Jack O'Callahan Mark Pavelich Mike Ramsey Buzz Schneider Dave Silk Eric Strobel Bob Suter Phil Verchota Mark Wells | Union soviétique Helmuts Balderis Zinetoula Bilialetdinov Viatcheslav Fetissov Aleksandr Golikov Vladimir Golikov Viktor Jlouktov Alekseï Kassatonov Valeri Kharlamov Vladimir Kroutov Iouri Lebedev Sergueï Makarov Aleksandr Maltsev Boris Mikhaïlov Vladimir Mychkine Vassili Pervoukhine Vladimir Petrov Aleksandr Skvortsov Sergueï Starikov Vladislav Tretiak Valeri Vassiliev | Suède Mats Åhlberg Sture Andersson Bo Berglund Håkan Eriksson Jan Eriksson Thomas Eriksson Leif Holmgren Tomas Jonsson Pelle Lindbergh William Löfqvist Bengt Lundholm Per Lundqvist Lars Molin Mats Näslund Lennart Norberg Tommy Samuelsson Dan Söderström Mats Waltin Ulf Weinstock |

## Luge
| Épreuves                   | Or                   | Argent                 | Bronze                 |
| -------------------------- | -------------------- | ---------------------- | ---------------------- |
| Hommes                     |                      |                        |                        |
| Simple résultats détaillés | Bernhard Glass (RDA) | Paul Hildgartner (ITA) | Anton Winkler (RFA)    |
| Femmes                     |                      |                        |                        |
| Simple résultats détaillés | Vera Zozula (URS)    | Melitta Sollmann (RDA) | Ingrida Amantova (URS) |

## Patinage artistique
| Épreuves                       | Or                                                       | Argent                                            | Bronze                                            |
| ------------------------------ | -------------------------------------------------------- | ------------------------------------------------- | ------------------------------------------------- |
| Hommes                         |                                                          |                                                   |                                                   |
| Individuel résultats détaillés | Robin Cousins (GBR)                                      | Jan Hoffmann (RDA)                                | Charles Tickner (USA)                             |
| Femmes                         |                                                          |                                                   |                                                   |
| Individuel résultats détaillés | Anett Pötzsch (RDA)                                      | Linda Fratianne (USA)                             | Dagmar Lurz (RFA)                                 |
| Mixte                          |                                                          |                                                   |                                                   |
| Couples résultats détaillés    | Union soviétique Irina Rodnina Aleksandr Zaïtsev         | Union soviétique Marina Cherkasova Sergey Shakray | Allemagne de l'Est Manuela Mager Uwe Bewersdorff  |
| Danse résultats détaillés      | Union soviétique Natalia Linitchouk Guennadi Karponossov | Hongrie Krisztina Regőczy András Sallay           | Union soviétique Irina Moïsseïeva Andrei Minenkov |

## Patinage de vitesse
| Épreuves                     | Or                      | Argent                      | Bronze                                     |
| ---------------------------- | ----------------------- | --------------------------- | ------------------------------------------ |
| Hommes                       |                         |                             |                                            |
| 500 m résultats détaillés    | Eric Heiden (USA)       | Yevgeny Kulikov (URS)       | Lieuwe de Boer (NED)                       |
| 1 000 m résultats détaillés  | Eric Heiden (USA)       | Gaëtan Boucher (CAN)        | Vladimir Lobanov (URS) Frode Rønning (NOR) |
| 1 500 m résultats détaillés  | Eric Heiden (USA)       | Kay Arne Stenshjemmet (NOR) | Terje Andersen (NOR)                       |
| 5 000 m résultats détaillés  | Eric Heiden (USA)       | Kay Arne Stenshjemmet (NOR) | Tom Erik Oxholm (NOR)                      |
| 10 000 m résultats détaillés | Eric Heiden (USA)       | Piet Kleine (NED)           | Tom Erik Oxholm (NOR)                      |
| Femmes                       |                         |                             |                                            |
| 500 m résultats détaillés    | Karin Kania (RDA)       | Leah Poulos (USA)           | Natalya Petruseva (URS)                    |
| 1 000 m résultats détaillés  | Natalya Petruseva (URS) | Leah Poulos (USA)           | Silvia Albrecht (RDA)                      |
| 1 500 m résultats détaillés  | Annie Borckink (NED)    | Ria Visser (NED)            | Sabine Becker (RDA)                        |
| 3 000 m résultats détaillés  | Bjørg Eva Jensen (NOR)  | Sabine Becker (RDA)         | Beth Heiden (USA)                          |

## Saut à ski
| Épreuves                           | Or                   | Argent                                    | Bronze               |
| ---------------------------------- | -------------------- | ----------------------------------------- | -------------------- |
| Hommes                             |                      |                                           |                      |
| Petit tremplin résultats détaillés | Toni Innauer (AUT)   | Manfred Deckert (RDA) Hirokazu Yagi (JPN) | -                    |
| Grand tremplin résultats détaillés | Jouko Törmänen (FIN) | Hubert Neuper (AUT)                       | Jari Puikkonen (FIN) |

## Ski alpin
| Épreuves                     | Or                          | Argent                  | Bronze                   |
| ---------------------------- | --------------------------- | ----------------------- | ------------------------ |
| Hommes                       |                             |                         |                          |
| Descente résultats détaillés | Leonhard Stock (AUT)        | Peter Wirnsberger (AUT) | Steve Podborski (CAN)    |
| Géant résultats détaillés    | Ingemar Stenmark (SWE)      | Andreas Wenzel (LIE)    | Hans Enn (AUT)           |
| Slalom résultats détaillés   | Ingemar Stenmark (SWE)      | Phil Mahre (USA)        | Jacques Lüthy (SUI)      |
| Femmes                       |                             |                         |                          |
| Descente résultats détaillés | Annemarie Moser-Pröll (AUT) | Hanni Wenzel (LIE)      | Marie-Theres Nadig (SUI) |
| Géant résultats détaillés    | Hanni Wenzel (LIE)          | Irene Epple (RFA)       | Perrine Pelen (FRA)      |
| Slalom résultats détaillés   | Hanni Wenzel (LIE)          | Christa Kinshofer (RFA) | Erika Hess (SUI)         |

## Ski de fond
| Épreuves                             | Or                                                                                | Argent                                                                         | Bronze                                                                 |
| ------------------------------------ | --------------------------------------------------------------------------------- | ------------------------------------------------------------------------------ | ---------------------------------------------------------------------- |
| Hommes                               |                                                                                   |                                                                                |                                                                        |
| 15 km classique résultats détaillés  | Thomas Wassberg (SWE)                                                             | Juha Mieto (FIN)                                                               | Ove Aunli (NOR)                                                        |
| 30 km classique résultats détaillés  | Nikolay Zimyatov (URS)                                                            | Aleksandr Zavyalov (URS)                                                       | Ivan Lebanov (BUL)                                                     |
| 50 km classique résultats détaillés  | Nikolay Zimyatov (URS)                                                            | Juha Mieto (FIN)                                                               | Aleksandr Zavyalov (URS)                                               |
| Relais 4 × 10 km résultats détaillés | Union soviétique Nikolay Bazhukov Yevgeny Belyaev Vasily Rochev Nikolay Zimyatov  | Norvège Per Knut Aaland Ove Aunli Oddvar Brå Lars-Erik Eriksen                 | Finlande Harri Kirvesniemi Juha Mieto Matti Pitkänen Pertti Teurajärvi |
| Femmes                               |                                                                                   |                                                                                |                                                                        |
| 5 km classique résultats détaillés   | Raisa Smetanina (URS)                                                             | Hilkka Riihivuori (FIN)                                                        | Květa Jeriová (TCH)                                                    |
| 10 km classique résultats détaillés  | Barbara Petzold (RDA)                                                             | Hilkka Riihivuori (FIN)                                                        | Helena Takalo (FIN)                                                    |
| Relais 4 × 5 km résultats détaillés  | Allemagne de l'Est Carola Anding Barbara Petzold Marlies Rostock Veronika Schmidt | Union soviétique Nina Fyodorova Galina Kulakova Nina Selyunina Raisa Smetanina | Norvège Berit Aunli Anette Bøe Marit Myrmæl Brit Pettersen             |

## Athlètes les plus médaillés
| Rang | Athlète                | Sport               | Médaille d'or, Jeux olympiques | Médaille d'argent, Jeux olympiques | Médaille de bronze, Jeux olympiques | Total |
| ---- | ---------------------- | ------------------- | ------------------------------ | ---------------------------------- | ----------------------------------- | ----- |
| 1    | Eric Heiden (USA)      | Patinage de vitesse | 5                              | 0                                  | 0                                   | 5     |
| 2    | Nikolay Zimyatov (URS) | Ski de fond         | 2                              | 1                                  | 0                                   | 3     |
| 3    | Hanni Wenzel (LIE)     | Ski alpin           | 2                              | 1                                  | 0                                   | 3     |
| 4    | Anatoly Alyabyev (URS) | Biathlon            | 2                              | 0                                  | 1                                   | 3     |
| 5    | Barbara Petzold (RDA)  | Ski de fond         | 2                              | 0                                  | 0                                   | 2     |
| 5    | Ingemar Stenmark (SWE) | Ski alpin           | 2                              | 0                                  | 0                                   | 2     |